# Jusnidin Norbekov
Jusnidin Norbekov (23 de mayo de 1987) es un deportista uzbeko que compitió en atletismo adaptado. Ganó cuatro medallas en los Juegos Paralímpicos de Verano entre los años 2016 y 2024.

## Palmarés internacional
| Juegos Paralímpicos | Juegos Paralímpicos     | Juegos Paralímpicos | Juegos Paralímpicos |
| Año                 | Lugar                   | Medalla             | Prueba              |
| ------------------- | ----------------------- | ------------------- | ------------------- |
| 2016                | Río de Janeiro (Brasil) | Medalla de oro      | Disco F37           |
| 2016                | Río de Janeiro (Brasil) | Medalla de bronce   | Peso F37            |
| 2020                | Tokio (Japón)           | Medalla de oro      | Peso F35            |
| 2024                | París (Francia)         | Medalla de oro      | Peso F35            |